# NC 다이노스
NC 다이노스(NC Dinos)는 경상남도 창원시를 연고로 하는 KBO 소속 프로 야구단이다.
2011년 2월 8일 KBO 리그 아홉 번째 구단으로 창단하였으며 한때 부산 제2구단으로 창단할 예정이었으나 2개 이상 구단이 같은 연고지를 사용할 경우 먼저 연고지를 사용하고 있는 구단의 허락이 있어야 한다는 KBO 규약 탓인지 좌절된 바 있었다. 2012년에 2군 리그에 참가했고, 2013년부터 1군 리그에 참가하고 있다. 감독은 이호준이다. 모기업은 엔씨소프트, 구단주는 김택진, 단장은 임선남이다. 그리고 2020년 정규시즌과 한국시리즈에서 구단 첫 통합 우승을 차지하였다.

## 창단 과정

### 프로야구 제9구단 창단 논의
창원시는 2010년 7월 1일 통합 이후 옛 창원, 마산, 진해 지역을 묶을 수 있는 구심점을 만들고자 프로야구 제9구단 창단을 추진하였다. 이에, 2010년 10월 26일 한국야구위원회와 창원시는 제9구단 유치를 위한 협약을 체결하였다. 그러던 중 2010년 12월 22일 한국 최대의 게임개발사인 엔씨소프트가 KBO에 프로야구 9구단 창단 의향서를 제출하였다. 대다수의 야구 팬들과 야구 계 인사들은 엔씨소프트의 창단의향서 제출에 호의적인 반응을 보였으나, 유일하게 롯데 자이언츠만이 프로야구의 질적 저하 및 한국프로야구의 시장규모가 아직은 넓지 않다는 이유로 반대하였다.

### 이사회

#### 2011년 1차 이사회
엔씨소프트는 2011년 1월 10일 KBO에 창단신청서를 제출하였다. 그리고 다음날인 2011년 1월 11일 엔씨소프트의 제 9구단, 10구단의 창단을 위한 1차 이사회가 열린다. 하지만, 제 9구단이 창단이 승인될 것이라는 기대와는 달리 제 9구단의 창단에 동의하는 수준에 그쳤다. 기업 선정 뿐만아니라 제 9구단의 연고지로서 창원시를 확정짓는 것이 아니라 유력하다라는 입장만을 내놓았다. 이에 야구팬들은 제 9구단 창단에 반대하는 롯데 자이언츠와 무능한 행보를 보여준 KBO를 비난하였다.

#### 2011년 2차 이사회
2011년 2월 8일 2차 이사회가 열렸다. 2차 이사회에서는 KBO가 프로야구 제9구단 창단을 희망하는 엔씨소프트에게 우선 협상권을 부여했다. 롯데 자이언츠를 제외한 7개 구단은 'KBO가 정한 신생구단 창단 가이드라인'을 승인하였다. 최종 의결은 되지 않았지만 이사회 승인으로 인해 사실상 엔씨소프트의 제9의 구단은 승인되었다.

#### 2011년 3차 이사회
2011년 3월 22일 3차 이사회가 열렸다. 3차 이사회에서는 제2차 이사회에서 제9구단 우선협상자로 선정된 엔씨소프트의 신규 가입을 승인했다. 구단주 총회에서 재적회원의 2/3 이상의 찬성을 얻으면 엔씨소프트는 정식으로 프로야구 회원사의 자격을 얻게 되었다. 단 KBO는 창원시의 2만5000석 이상 규모의 신규야구장 건립이 총회 승인 이후 5년 이내에 이뤄지지 않을 경우 엔씨소프트가 KBO에 납부하는 가입 예치금 100억원을 반환하지 않고, KBO로 귀속하기로 결정하였다. 엔씨소프트 야구단의 선수 수급 관련논의 일체는 4월에 개최될 제4차 이사회 때 심의하기로 하였다.

#### 2011년 4차 이사회
2011년 5월 17일에 열린 이사회에서는 KBO 이사진 규정을 '총재 및 사무총장을 포함한 10인 이내'에서 '총재, 사무총장, 각 구단 대표이사'로 변경하였다. 엔씨소프트의 황순현 대표이사가 엔씨소프트의 이사 자격으로 참석하였다. 이 이사회에서 사직서를 제출한 유영구 전 총재를 대신해서 총재 직무대행에 이용일이 임명된다. 다만, 선수 수급 관련 논의는 다시 5차 이사회로 안건이 넘어가게 되었다.

#### 2011년 5차 이사회
2011년 6월 21일에 열린 이사회에서 선수 수급 방안이 확정되었다. 이사회 의결 내용에 따르면 2012년 한국 프로 야구 신인선수 지명 회의에서 우선지명 2명과 라운드별 1명씩 10명, 2라운드 종료후 5명의 특별 지명을 할 수 있게 되었다. 또, 2012년 시즌 종료 후 각 구단 보호선수 20명 외 1명, FA 선수 계약은 2014년까지 신청 선수의 수와는 관계 없이 3명까지 계약할 수 있도록 하였다. 또한, 외국인 선수는 엔씨소프트의 경우는 4명 보유 3명 출장으로, 타 구단은 3명 보유 2명 출장하기로 합의하였다. 또한, 이 이사회에서 구단간의 전력 평준화를 위해 격년제로 2차 드래프트를 시행하기로 합의하였다.

### 프런트 구성
2011년 3월 22일 이상구를 엔씨소프트 야구단의 초대 단장으로 선임하였다. 4월 25일 엔씨소프트 야구단의 스카우팀 구성이 완료되었다. 스카우트 팀장으로는 전 마산용마고등학교 감독 박동수가 선정되었고, 양후승, 유영준 등 8명이 선정되었다. 5월 22일에는 이태일을 대표이사로 선임하였다. 2012년 7월 1일에는 이상구를 단장에서 부사장으로 승진시키고, 배석현 상무를 단장으로 임명하였다.

### 구단 명칭
2011년 3월 14일 한국아구데이위원회와 마산아구데이위원회에서 9번째 구단의 팀명칭을 "엔씨 아구스"로 제안하였다. "아구스"는 한글애용 원칙에 부합하며 아구가 경남을 대표하는 음식이라는 이유였다. 하지만 야구팬들과 창원시는 부정적인 입장을 보였고 엔씨소프트 역시 아구스는 여러 가지 안 중 하나일 뿐이라고 일축하였다. 2011년 5월 22일 팬 공모를 통해서 구단의 명칭이 NC 다이노스로 확정되었다.

### 선수수급
2011년 6월 28일부터 30일까지 엔씨소프트는 마산종합운동장 야구장에서 1차 공개 트라이아웃을 실시하였다. 1차 트라이아웃 합격자는 9월에 진행될 2차 트라이아웃의 참가 자격이 주어지게 되었다. 8월 16일에는 동국대학교 노성호, 부산고등학교 이민호를 신생팀 우선지명으로 선택하였다. 8월 22일에는 상무와 경찰 야구단 소속 선수 중 기존 구단의 지명을 받지 못한 이창호 등 5명과 계약을 하였다. 8월 25일에는 2012년 신인 드래프트에서 박민우, 나성범을 비롯한 15명의 신인 선수들을 지명하였다. 9월 5일부터 9월 7일까지 3일간 2차 트라이아웃을 실시하였으며, 이를 통해 정성기, 황덕균 등 22명을 선발하였다. 11월 22일에는 2차 드래프트를 통해서 조평호, 이재학, 오정복 등 7명을 영입하였다.
2012년 6월 12일에는 KBO 이사회에 결과에 따라 2년간 외국인 선수를 3명 보유할 수 있게되었다.
2014년 리그 전체의 외인 보유 슬롯 확장으로 인해 다른 팀과 같이 외국인 선수 한 명씩을 더 보유할 수 있게되면서, 4명을 보유할 수 있게 되었다.
2015년 시즌부터는 다른 팀들과 같이 3명을 보유할 수 있게 되었다.

### 감독 선임
초대 감독 후보로 김성근 전 SK 와이번스 감독, 김경문 전 두산 베어스 감독, 선동열 전 삼성 라이온즈 감독, 제리 로이스터 전 롯데 자이언츠 감독 등이 거론 되었다. 이에 NC 다이노스의 관계자는 "선수 수급 문제가 더 시급하고 기존 구단들의 협조를 얻어야 하는 부분이 많아서 누구를 감독으로 모실지 언급하는 것은 시기상조라 본다"라고 입장을 표명하였다. 2011년 8월 31일 NC 다이노스는 김경문을 3년 14억의 조건으로 초대 감독으로 선임한다고 발표하였다.

#### 코칭 스태프 선임
2011년 10월 10일 NC 다이노스가 초대 코칭스태프 구성이 마무리되었다. 박승호(수석), 최일언(투수), 김상엽(투수), 김광림(타격), 강인권(배터리), 이동욱(수비), 전준호(주루/작전), 구동우(투수), 지연규(투수), 전종화(배터리), 박영태(수비)로 각각 임명되었다.

### 전지훈련
2011년 10월 10일부터 전라남도 강진군 강진베이스볼파크에서 첫 전지훈련을 시작했다. 김동건이 임시로 주장에 선임되었다. 11월 21일까지 훈련을 진행한 후 12월 17일까지 겨울 훈련을 진행하였다. 12월 16일 제주도 한라산에 등반하는 것을 마지막으로 훈련을 마쳤다. 그리고 12월 17일에 해산했다.
2012년 1월 18일 미국 애리조나주 투산으로 전지훈련을 떠났다. 전지훈련 기간에 이광길, 채종범이 각각 작전,주루코치, 타격코치로 임명됐다. 그리고 1월 31일에 선수 62명이 KBO 리그 정식 선수로 등록됐다. 모든 등록 선수가 미혼인 최초의 구단이 되었다.

#### 2012년 NC 다이노스 시즌
전지훈련 후 2012년 퓨처스 리그에 참가했다. 2012년 4월 14일 마산종합운동장 야구장에서 열린 롯데 자이언츠와의 경기에서 1 - 8로 승리했다. 이 경기에서 9865명의 관중이 몰렸다. 퓨처스리그에서 100경기 60승 5무 35패를 기록하면서 통합 우승을 했다. 나성범은 남부리그 홈런(16) 타점(67) 1위를 기록했고, 이재학은 남부리그 다승(17) 평균자책점(1.55) 1위를 기록했다.

### 역대 특별지명
2012년 11월 15일, 각 구단의 보호선수 20명 외 특별지명권을 행사하면서 NC 유니폼을 입게 되었다. NC 다이노스는 8개 구단에 각각 10억원씩 총 80억원을 지불했다. NC의 특별 지명은 임의가 아닌 강제 사항이었다. 무조건 8개 구단에서 1명씩 8명을 지명해야 했다. 대상선수가 마음에 들지 않아 뽑을만한 선수가 없다고 해도 특정팀만 선수 지명을 포기할 수는 없다.
| 이름   | 구단          | 유형     | 포지션 |
| ------ | ------------- | -------- | ------ |
| 김종호 | 삼성 라이온즈 | 좌투좌타 | 외야수 |
| 모창민 | SK 와이번스   | 우투우타 | 내야수 |
| 고창성 | 두산 베어스   | 우투우타 | 투수   |
| 이승호 | 롯데 자이언츠 | 좌투좌타 | 투수   |
| 조영훈 | KIA 타이거즈  | 좌투좌타 | 내야수 |
| 이태양 | 키움 히어로즈 | 우투양타 | 투수   |
| 김태군 | LG 트윈스     | 우투우타 | 포수   |
| 송신영 | 한화 이글스   | 우투우타 | 투수   |

## 시즌 요약

### 김경문 감독 시절
초대 김경문 감독 시절 야수 조련에 일가견이 있는 김경문 감독 답게 나성범, 박민우 같은 NC 다이노스를 대표하는 야수들이 육성됐으며, 외국인 투수들의 활약과 타자 에릭 테임즈의 활약으로 2014년부터 2017년까지 5년 연속 포스트 시즌에 진출하는 쾌거를 이루었다. 특히 2016년에는 첫 한국시리즈에 진출하기도 했다. 하지만 2018년 꼴지로 처지면서 김경문 감독은 자진 사퇴했고, 2018년 시즌은 유영준 감독 대행이 마무리 했다.

### 이동욱 감독 시절
2대 이동욱 감독은 2018년 꼴지였던 팀을 잘 추슬러 2019년 시즌 5위로 시즌을 마감했다. 2019년 시즌에는 양의지가 FA로 이적했으며, 에릭 해커의 다음을 잇는 외국인 에이스 투수 루친스키가 이 해부터 활약했다. 2020년 시즌 창단 첫 우승을 기록했으며 한국시리즈에서도 승리하면서 통합 우승을 이루었다. 2021년에는 우승 후보로 꼽히며, 2년 연속 우승을 노렸으나, 박석민 등 4명의 선수가 방역수칙 위반으로 징계를 당하면서 7위로 시즌을 마감했다. 2022년 시즌에는 나성범이 KIA 타이거즈로 이적했으나, 박건우와 손아섭이 FA로 이적했다. 하지만, 5월 11일 이동욱 감독은 성적 부진을 이유로 경질됐다. 남은 시즌은 강인권 감독대행이 마무리했고, 10월 1일부터 6일까지 연달아 승리하면서 와일드카드의 희망을 걸었지만 7일에 그만 lg 트윈스에게 역전패를 당하면서 6위로 시즌을 마무리했다.

### 강인권 감독 시절
3대 감독인 강인권 감독은 2023년 시즌 꼴찌 후보라는 평가와는 달리 정규시즌 4위로 시즌을 마쳤다. 포스트시즌에서는 두산 베어스와 SSG 랜더스를 제치고, 플레이오프까지 진출했으나 kt 위즈에게 2승 3패로 패배했다. 이 시즌에는 외국인투수 페디가 20승 평균자책점 2.00 탈삼진 209개를 기록하면서 KBO리그 MVP를 수상했다. 2024년 시즌에는 불펜 투수의 부진으로 플레이오프 진출에 실패했고, 강인권 감독도 9월 19일에 경질됐다. 남은 시즌은 공필성 감독대행이 마무리했다. 9위로 시즌을 마무리했다. 데이비슨이 46홈런으로 홈런왕을 차지했고, 하트가 182탈삼진으로 탈삼진 1위를 기록했다.

### 이호준 감독 시절
4대 감독으로 이호준 LG 트윈스 수석코치를 임명했다.

## 구단BI

### 엠블럼
2011년 10월 21일에 공식 엠블럼을 공개하였다.
NC 다이노스의 메인 엠블럼은 '마린블루'색 배경에 금색 원에 CHANGWON과 BASEBALL CLUB이 위, 아래로 중간에 NC DINOS라는 글자가 새겨져있다.
NC 다이노스의 '야구문화의 새로운 비전을 제시하는 강하고 젊은 구단'의 의미와 '대한민국 프로야구의 명문구단으로 자리매김'하고자 하는 의지를 다이노스(공룡)의 로고타입과 상징 컬러에 담았다. 메인 컬러인 '마린블루'는 창원의 푸른 남해 바다를 상징하며, 남해가 가진 생명력과 대양을 향한 꿈을 담고자 했으며, 동시에 승리를 향한 도전 정신과 무한한 가능성을 상징한다. 또한 서브컬러인 '골드'는 야구에 대한 새로운 가치 창조를 의미한다. 즉 '자신감 넘치고 즐거운 야구로 정통을 이어가는' NC 다이노스의 정체성을 반영한 것이다.

### 마스코트
NC 다이노스의 마스코트는 단디와 쎄리라는 이름을 가진 두마리의 공룡으로, 팀의 상징인 공룡을 형상화한 것이다. '단디'와 '쎄리'라는 이름은 모두 동남 방언에서 따 온것으로, 단디는 "단단히"라는 뜻의 동남 방언이며, 쎄리는 "때리다"라는 뜻의 동남 방언 "쎄리다"에서 따온것이다.
2020년 세번째 마스코트로 아기공룡 둘리의 아기공룡 둘리를 FA로 지정하였다. 둘리는 포지션 좌익수, 7번을 배번받았으며 주말 홈 경기 시 단디, 쎄리와 함께 활동 및 주요 이벤트를 진행하기로 결정되었다.
2016년 4월 2일 뽀롱뽀롱 뽀로로의 뽀로로를 마스코트로 지정하였다.
단디의 원형은 육식 공룡인 알로사우루스, 쎄리의 원형은 초식 공룡인 브라키오사우루스이다.

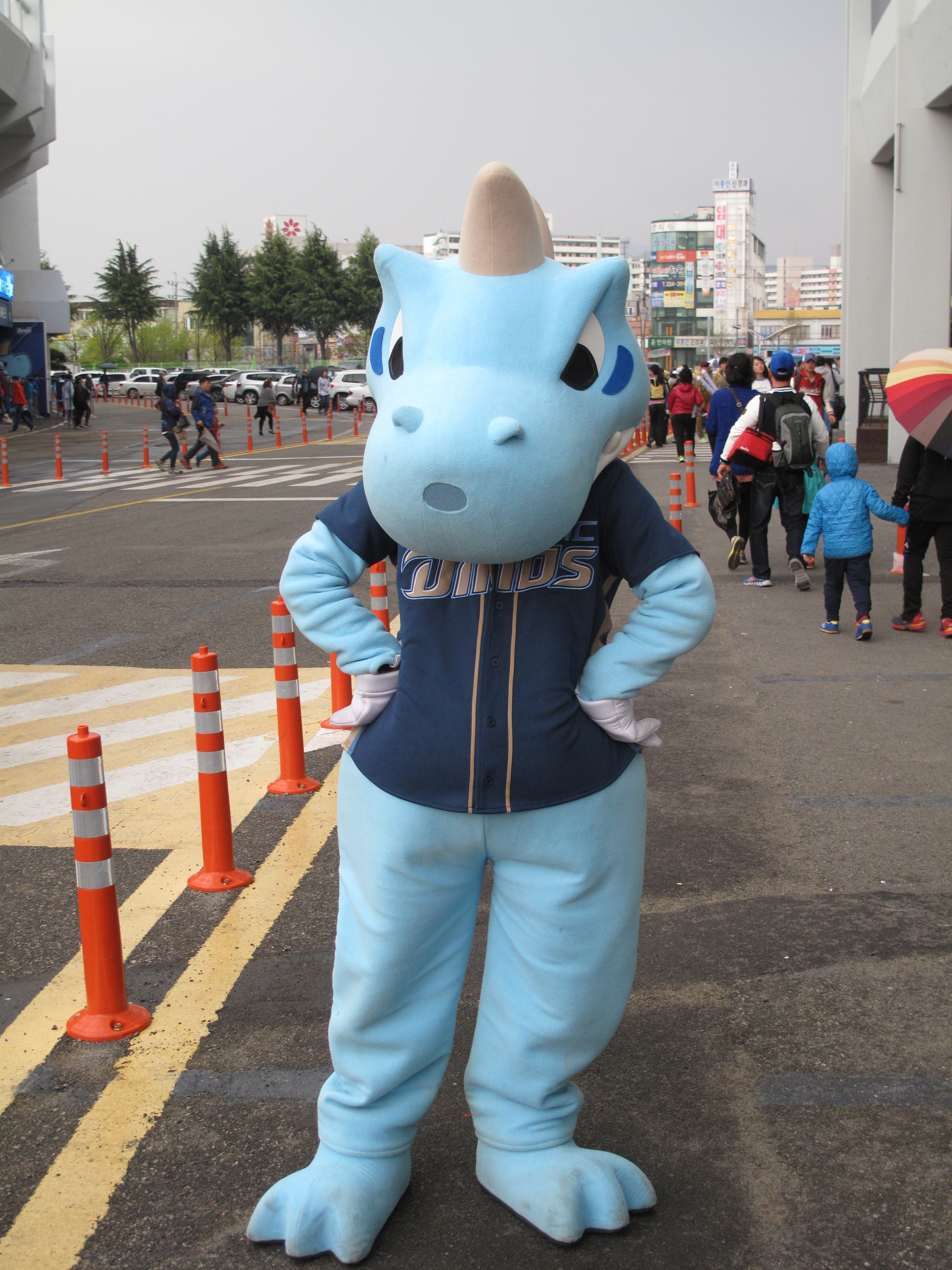
실물크기의 단디
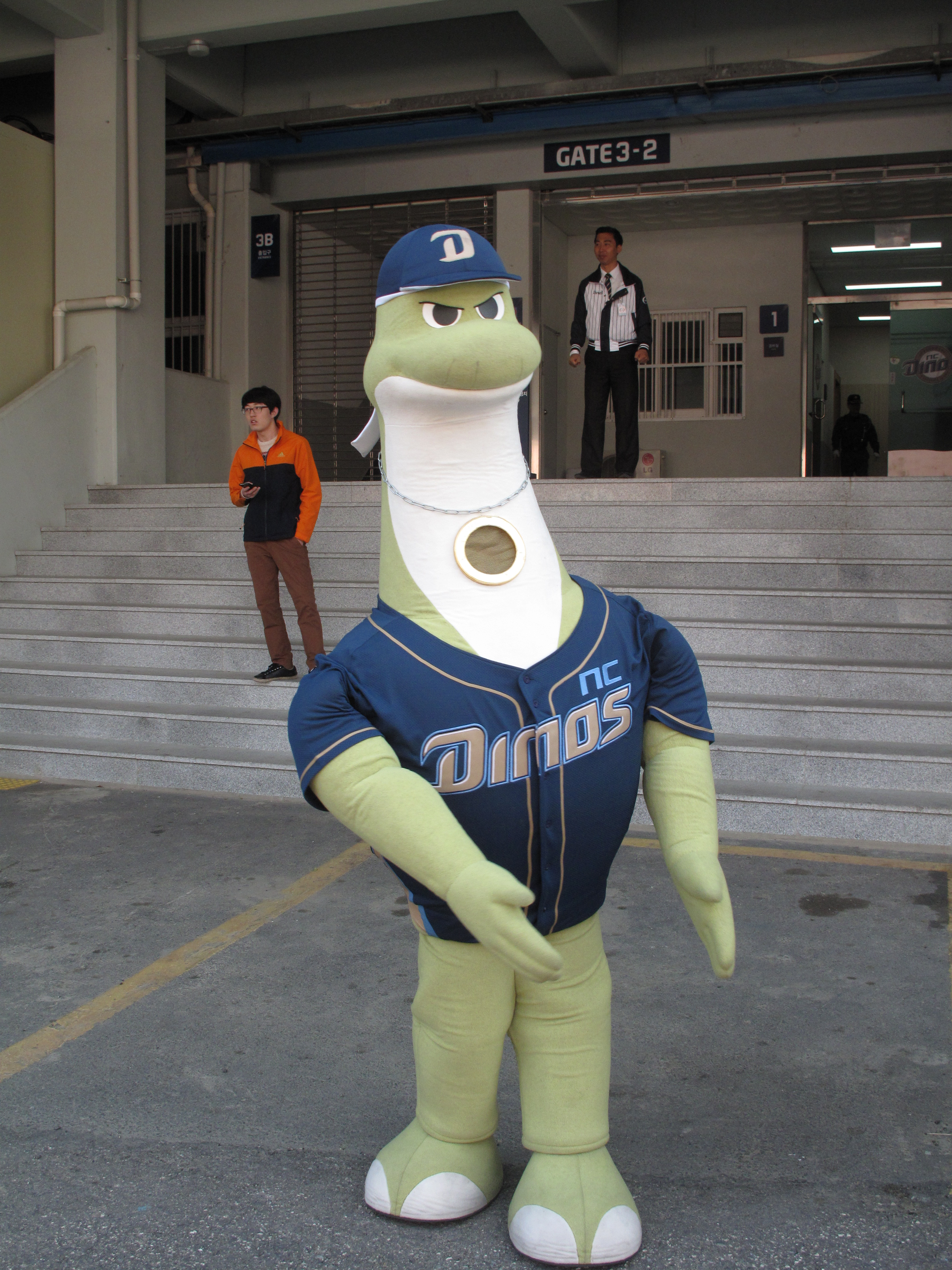
실물크기의 쎄리
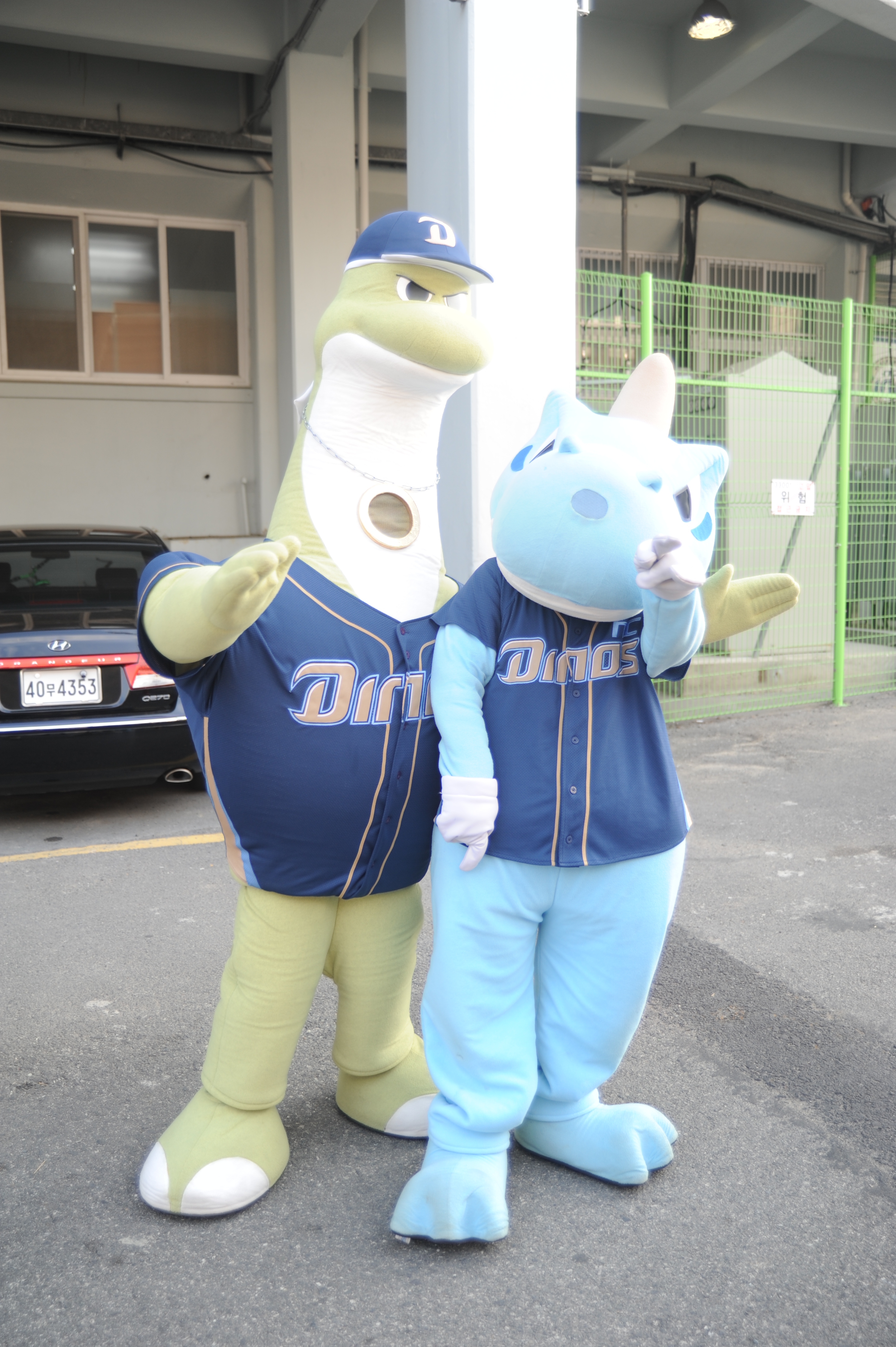
실물크기의 단디(오른쪽)와 쎄리(왼쪽)

### 유니폼
2011년 11월 18일 NC 다이노스의 공식 유니폼이 발표되었다. NC 다이노스의 첫 번째 홈 유니폼은 흰색 바탕에 마린 블루색 로고를 사용하고, 원정 유니폼은 상의 마린 블루색 바탕에 골드 로고를 사용하며 하의는 회색으로 세련된 느낌을 주는 유니폼을 착용한다.

#### 특별 유니폼
- 해군 스페셜 유니폼 : 2013년 6월 6일에는 현충일을 맞아 해군 스페셜 유니폼을 착용하였다. 해군 스페셜 유니폼은 원정 유니폼을 바탕으로 상의에 로고 대신 해군을 뜻하는 영어단어 Navy를 대문자로 새기고, 우측 상단에는 대한민국 해군의 엠블렘이 부착된것이다. 이러한 유니폼은 연고지에 대한민국 해군의 주요 기지인 진해 해군기지가 있기 때문에 제정되었다.[38]
- 주니어 다이노스 데이 특별 유니폼 : 2013년 7월 28일 이후에는 월 1회씩 있는 주니어 다이노스 데이 경기 때마다 주니어 다이노스 특별 유니폼을 착용한다.[39]
- NC Taiwan 유니폼 : 타이완 전지 훈련 기간 동안 'NC Taiwan' 유니폼을 착용하였다. 이 유니폼은 NC Taiwan이 타이완 현지에서 서비스하는 아이온: 영원의 탑과 리니지2를 홍보하기 위하여 제작되었다.[40]
- C팀 유니폼 : C팀은 2014년 시즌 중간에 자체적인 C팀 유니폼을 입었다. C팀 유니폼은 하의는 N팀과 같지만, 상의는 홈경기나 원정경기 가리지 않고 파란색 바탕에 모기업 엔씨소프트의 로고가 좌측 상단에 있으며, 중앙에는 모기업의 게임 통합 포털인 PlayNC의 로고가 새겨져있다.[41]
- 광복절 유니폼 : 2015년 8월 15일 광복절을 맞아 태극과 사괘(건곤감리) 등 태극기 문양을 적용한 특별 유니폼을 착용하고 경기를 했다. 이 유니폼은 판매 2시간만에 품절되어 온라인으로 추가 판매를 하기로 했다.[42]

## 역대 성적

### 정규시즌
| 연도 | 감독                | 경기 | 승리 | 무승부 | 패전 | 승률  | 타율  | 안타 | 홈런 | 도루 | 득점 | 실점 | 평균자책점 | 포스트시즌                                                                          | 최종순위            |                     |
| ---- | ------------------- | ---- | ---- | ------ | ---- | ----- | ----- | ---- | ---- | ---- | ---- | ---- | ---------- | ----------------------------------------------------------------------------------- | ------------------- | ------------------- |
| 2013 | 김경문              | 128  | 52   | 4      | 72   | 0.419 | 0.244 | 1045 | 86   | 142  | 512  | 551  | 3.96       |                                                                                     | 7위                 |                     |
| 2014 | 김경문              | 128  | 70   | 1      | 57   | 0.551 | 0.282 | 1249 | 143  | 154  | 737  | 608  | 4.29       | 준플레이오프 : LG 전 1-3 패                                                         | 3위                 |                     |
| 2015 | 김경문              | 144  | 84   | 3      | 57   | 0.596 | 0.289 | 1437 | 161  | 204  | 844  | 655  | 4.26       | 플레이오프 : 두산 전 2-3 패                                                         | 3위                 |                     |
| 2016 | 김경문              | 144  | 83   | 3      | 58   | 0.589 | 0.291 | 1457 | 169  | 99   | 857  | 690  | 4.48       | 플레이오프 : LG 전 3-1 승 한국시리즈 : 두산 전 0-4 패                               | 2위                 |                     |
| 2017 | 김경문              | 144  | 79   | 3      | 62   | 0.560 | 0.293 | 1489 | 149  | 93   | 786  | 745  | 4.71       | 와일드카드 : SK 전 1-0 승 준플레이오프 : 롯데 전 3-2 승 플레이오프 : 두산 전 1-3 패 | 4위                 |                     |
| 2018 | 김경문 유영준(대행) | 144  | 58   | 1      | 85   | 0.406 | 0.261 | 1280 | 143  | 117  | 660  | 844  | 5.48       |                                                                                     | 10위                |                     |
| 2019 | 이동욱              | 144  | 73   | 2      | 69   | 0.514 | 0.278 | 1383 | 128  | 87   | 674  | 631  | 4.01       | 와일드카드 : LG 전 0-1 패                                                           | 5위                 |                     |
| 2020 | 이동욱              | 144  | 83   | 6      | 55   | 0.601 | 0.291 | 1483 | 187  | 101  | 888  | 714  | 4.58       | 한국시리즈 : 두산 전 4-2 승                                                         | 1위                 |                     |
| 2021 | 이동욱              | 144  | 67   | 9      | 68   | 0.496 | 0.261 | 1261 | 105  | 100  | 646  | 613  | 3.91       |                                                                                     | 7위                 |                     |
| 2022 | 이동욱 강인권(대행) | 144  | 67   | 3      | 74   | 0.475 | 0.257 | 1254 | 170  | 101  | 702  | 697  | 4.54       |                                                                                     | 6위                 |                     |
| 2023 | 강인권              | 144  | 75   | 2      | 67   | 0.528 | 0.270 | 1321 | 98   | 111  | 677  | 617  | 3.83       | 와일드카드 : 두산 전 1-0 승 준플레이오프 : SSG 전 3-0 승 플레이오프 : kt 전 2-3 패  | 4위                 |                     |
| 2024 | 강인권 공필성(대행) | 144  | 61   | 2      | 81   | 0.430 | 0.274 | 1371 | 172  | 104  | 773  | 801  | 5.00       |                                                                                     | 9위                 |                     |
| 합계 | 11시즌              | 1696 | 852  | 39     | 805  | 0.514 |       |      |      |      |      |      |            | 한국시리즈 우승 1회                                                                 | 한국시리즈 우승 1회 | 한국시리즈 우승 1회 |

### 한국시리즈
| #                      | 연도   | 감독   | 상대 팀     | 경기 결과        | 우승 횟수 | 시리즈 MVP    | 주석 및 기타 |
| ---------------------- | ------ | ------ | ----------- | ---------------- | --------- | ------------- | ------------ |
| 1                      | 2016년 | 김경문 | 두산 베어스 | 4패 (XXXX)       |           |               |              |
| 2                      | 2020년 | 이동욱 | 두산 베어스 | 4승 2패 (OXXOOO) | V1        | 양의지 (포수) |              |
| 한국시리즈 총 1회 우승 |        |        |             |                  |           |               |              |

## 선수단

### 역대 감독
- 초대 : 김경문 (2012 ~ 2018)
- 대행 : 유영준 (2018)
- 2대 : 이동욱 (2019 ~ 2022)
- 대행 : 강인권 (2022)
- 3대 : 강인권 (2023 ~ 2024)
- 대행 : 공필성 (2024)
- 4대 : 이호준 (2025 ~ )

### 역대 주장
- 초대 : 김동건 (2012)
- 2대 : 이호준 (2013~2014)
- 3대 : 이종욱 (2015~2016)
- 4대 : 박석민 (2017~2017.8)
- 5대 : 손시헌 (2017.9~2018.6)
- 6대 : 박석민 (2018.6~2018.12)
- 7대 : 나성범 (2019.1~2019.5.3)
- 8대 : 박민우 (2019.5.4~2019.12)[43]
- 9대 : 양의지 (2020~2021)
- 10대 : 노진혁(2022.1~2022.7.22)
- 11대 : 양의지 (2022.7 23~2022.10)
- 12대 : 손아섭 (2023 ~ 2024)
- 13대 : 박민우 (2025 ~ )

## 역대 신인 지명
| 연도 | 우선 지명(2012~2013) 1차 지명(2014 ~ 2022) | 드래프트 결과 |
| ---- | ------------------------------------------ | --- |
| 2012 | 이민호, 노성호                             | 1순위 박민우, 2순위 나성범, 특별지명 김태우, 노진혁, 강구성, 김태형, 이형범, 3순위 김성욱, 4순위 강진성, 5순위 박세웅, 6순위 윤문영, 7순위 박헌욱, 8순위 신재영, 9순위 마낙길, 10순위 황윤호 |
| 2013 | 윤형배, 이성민                             | 1순위 장현식, 2순위 손정욱, 특별지명 윤강민, 김정수, 박으뜸, 3순위 임정호, 4순위 윤대영, 5순위 유영준, 6순위 김병승, 7순위 이상민, 8순위 최재원, 9순위 권희동, 10순위 장동우                 |
| 2014 | 강민국                                     | 1순위 배재환, 2순위 박광열, 3순위 이지우, 4순위 김태진, 5순위 홍지운, 6순위 이찬우, 7순위 정성민, 8순위 장민호, 9순위 구황, 10순위 김학성                                                    |
| 2015 | 이호중                                     | 1순위 구창모, 2순위 류진욱, 3순위 송동욱, 4순위 이훈, 5순위 류재인, 6순위 이우석, 7순위 문석종, 8순위 김민욱, 9순위 배준빈, 10순위 이정호                                                    |
| 2016 | 박준영                                     | 1순위 정수민, 2순위 최성영, 3순위 김한별, 4순위 이재율, 5순위 최상인, 6순위 김찬형, 7순위 김준현, 8순위 임서준, 9순위 조원빈, 10순위 최재혁                                                  |
| 2017 | 김태현                                     | 1순위 신진호, 2순위 김진호, 3순위 소이현, 4순위 김영중, 5순위 이재용, 6순위 권법수, 7순위 김민수, 8순위 김호민, 9순위 강병무, 10순위 신재필                                                  |
| 2018 | 김시훈                                     | 1순위 김형준, 2순위 오영수, 3순위 김철호, 4순위 김재균, 5순위 신민혁, 6순위 공수빈, 7순위 최보성, 8순위 김영규, 9순위 이승헌, 10순위 이인혁                                                  |
| 2019 | 박수현                                     | 1순위 송명기, 2순위 전사민, 3순위 최재익, 4순위 배민서, 5순위 김범준, 6순위 하준수, 7순위 최정원, 8순위 박지한, 9순위 서호철, 10순위 노시훈                                                  |
| 2020 | 김태경                                     | 1순위 정구범, 2순위 박시원, 3순위 안인산, 4순위 임형원, 5순위 강태경, 6순위 한건희, 7순위 김한별, 8순위 한재환, 9순위 이종준, 10순위 노상혁                                                  |
| 2021 | 김유성                                     | 1순위 김주원, 2순위 이용준, 3순위 오장한, 4순위 한재승, 5순위 오태양, 6순위 김준상, 7순위 조성현, 8순위 김정호, 9순위 김재중, 10순위 투수 김진우                                             |
| 2022 | 박성재                                     | 1순위 이준혁, 2순위 박동수, 3순위 김녹원, 4순위 조효원, 이한, 5순위 임지민, 6순위 이주형, 7순위 이현우, 8순위 오승택, 9순위 조민석, 10순위 서준교                                            |

2023년 KBO 리그 신인 드래프트에서부터 1차지명이 폐지되고 전면드래프트로 진행됐고, 기존 10라운드에서 11라운드로 1명을 더 지명할 수 있게 됐다.
| 연도 | 드래프트 결과 |
| ---- | --- |
| 2023 | 1순위 신영우, 2순위 박한결, 3순위 신용석, 4순위 목지훈, 5순위 강건준, 6순위 이준호, 7순위 신성호, 8순위 정주영, 9순위 서동욱, 10순위 배상호, 11순위 김주환        |
| 2024 | 1순위 김휘건, 2순위 임상현, 3순위 김민균, 4순위 홍유원, 5순위 최우석, 6순위 손주환, 7순위 김세훈, 원종해 8순위 조현민, 9순위 고승완, 10순위 김재민, 11순위 김준원 |
| 2024 | 1순위 2순위 김태훈, 3순위, 4순위 천범석, 5순위 이원준, 6순위 최윤석, 7순위 김현재, 8순위 이도우, 9순위 홍대인, 10순위 한지헌, 11순위 도재현                       |

### 1차 지명 지역 연고
- 창원시
  - 용마고등학교
  - 마산고등학교
- 울산광역시
  - 울산공업고등학교
- 김해시
  - 김해고등학교
- 양산시
  - 물금고등학교
- 전라북도(전주시 - 전주고, 군산시 - 군산상고 기준 - 단 KIA 타이거즈의 지명권으로 이관 편입, 2014년부터 해당 학교 선수들을 대상으로 1차 지명권을 행사할 수 있다. 단, 착각해서는 안 되는 것이 이는 제2홈구장 경기와는 무관하다.)
  - 군산상업고등학교
  - 전주고등학교

## 역대 2차 드래프트 지명
2차 드래프트는 한국 야구 위원회에서 2년마다 11월 말에 개최되며, 타 팀에서 FA 신청선수를 제외한 35명의 보호선수에서 제외된 선수를 지명할 수 있다.
| 연도 | 1라운드                        | 2라운드                      | 3라운드                        | 4 ~ 7라운드                                                                                                 |
| ---- | ------------------------------ | ---------------------------- | ------------------------------ | --- |
| 2012 | 조평호 (키움 히어로즈, 내야수) | 이재학 (두산 베어스, 투수)   | 오정복 (삼성 라이온즈, 외야수) | 정성철(KIA 타이거즈, 투수) 윤영삼(삼성 라이온즈, 투수) 허준(키움 히어로즈 포수) 문현정(삼성 라이온즈, 투수) |
| 2014 | 이혜천 (두산 베어스, 투수)     | 김성계 (KIA 타이거즈, 투수)  | 심재윤 (LG 트윈스, 외야수)     | 빈칸 |
| 2016 | 윤수호 (kt 위즈, 투수)         | 김선규 (LG 트윈스, 투수)     | 심규범 (롯데 자이언츠, 투수)   | 빈칸 |
| 2018 | 유원상 (LG 트윈스, 투수)       | 김건태 (키움 히어로즈, 투수) | 박진우 (두산 베어스, 투수)     | 빈칸 |
| 2020 | 강동연 (두산 베어스, 투수)     | 홍성민 (롯데 자이언츠, 투수) | 김기환 (삼성 라이온즈, 외야수) | 빈칸 |
| 2024 | 빈칸                           | 송승환 (두산 베어스, 외야수) | 김재열 (KIA 타이거즈, 투수)    | 빈칸 |

## 역대 FA영입
| 이름   | 전 구단       | 연도 | 포지션 | 계약기간 | 금액         | 보상선수 |
| ------ | ------------- | ---- | ------ | -------- | ------------ | -------- |
| 이호준 | SK 와이번스   | 2012 | 내야수 | 3년      | 20억원       | 빈칸     |
| 이현곤 | KIA 타이거즈  | 2012 | 내야수 | 3년      | 10억 5천만원 | 빈칸     |
| 이종욱 | 두산 베어스   | 2013 | 외야수 | 4년      | 50억원       | 빈칸     |
| 손시헌 | 두산 베어스   | 2013 | 내야수 | 4년      | 30억원       | 빈칸     |
| 박석민 | 삼성 라이온즈 | 2015 | 내야수 | 4년      | 96억원       | 최재원   |
| 양의지 | 두산 베어스   | 2018 | 포수   | 4년      | 125억원      | 이형범   |
| 이용찬 | 두산 베어스   | 2021 | 투수   | 3+1년    | 27억원       | 박정수   |
| 박건우 | 두산 베어스   | 2021 | 외야수 | 6년      | 100억원      | 강진성   |
| 손아섭 | 롯데 자이언츠 | 2021 | 외야수 | 4년      | 64억         | 문경찬   |
| 박세혁 | 두산 베어스   | 2023 | 포수   | 4년      | 46억         | 박준영   |

- NC 다이노스는 창단 팀 지원 정책에 따른 혜택이 2014년 시즌까지 적용되어 이 기간 동안은 영입하는 선수의 전 구단에서 보상선수 지명이 불가능하고 보상금만 받을 수 있었다. 현재는 다른 구단의 예를 따라 타 구단 FA 영입시 그 선수의 전 구단에서 보상선수 지명이 가능하다.

## 창단 첫 번째 기록

### 투수 기록
| 기록                   | 일시            | 성명      | 장소 | 상대 | 비고                                    |
| ---------------------- | --------------- | --------- | ---- | ---- | --------------------------------------- |
| 최초 선발              | 2013년 4월 2일  | 아담 윌크 | 마산 | 롯데 | 승패를 기록하지는 않았음                |
| 최초 승리              | 2013년 4월 11일 | 이재학    | 잠실 | LG   | 패전투수 : 신정락                       |
| 최초 두자릿수 승리     | 2013년 9월 10일 | 찰리 쉬렉 | 마산 | 롯데 | 패전투수 : 쉐인 유먼                    |
| 최초 2연승             | 2013년 4월 14일 | 송신영    | 마산 | SK   | 패전투수 : 송은범                       |
| 최초 싹쓸이(스윕) 승리 | 2013년 5월 2일  | 이태양    | 마산 | LG   | 패전투수 : 우규민                       |
| 최초 싹쓸이(스윕) 패배 | 2013년 4월 4일  | 에릭 해커 | 마산 | 롯데 | 승리투수 : 송승준                       |
| 최초 영봉승            | 2013년 7월 2일  | 찰리 쉬렉 | 마산 | 넥센 | 패전투수 : 이보근 / 세이브투수 : 이민호 |
| 최초 영봉패            | 2013년 4월 2일  | 이성민    | 마산 | 롯데 | 승리투수 : 셰인 유먼                    |
| 최초 패배              | 2013년 4월 2일  | 이성민    | 마산 | 롯데 | 승리투수 : 셰인 유먼                    |
| 최초 세이브            | 2013년 4월 13일 | 김진성    | 마산 | SK   |                                         |
| 최초 두자릿수 세이브   | 2013년 8월 1일  | 이민호    | 문학 | SK   |                                         |
| 최초 홀드              | 2013년 4월 11일 | 문수호    | 잠실 | LG   |                                         |
| 최초 실점              | 2013년 4월 2일  | 이성민    | 마산 | 롯데 | 타자 : 박종윤                           |
| 최초 피안타            | 2013년 4월 2일  | 아담 윌크 | 마산 | 롯데 | 타자 : 장성호                           |
| 최초 피홈런            | 2013년 4월 2일  | 이성민    | 마산 | 롯데 | 타자 : 박종윤                           |
| 최초 볼넷              | 2013년 4월 2일  | 아담 윌크 | 마산 | 롯데 | 타자 : 조성환                           |
| 최초 사구              | 2013년 4월 2일  | 이태양    | 마산 | 롯데 | 타자 : 손아섭                           |
| 최초 탈삼진            | 2013년 4월 2일  | 아담 윌크 | 마산 | 롯데 | 타자 : 손아섭                           |
| 최초 보크              | 2013년 4월 12일 | 아담 윌크 | 마산 | SK   |                                         |
| 최초 폭투              | 2013년 4월 2일  | 최금강    | 마산 | 롯데 |                                         |
| 최초 블론 세이브       | 2013년 5월 7일  | 고창성    | 마산 | 한화 |                                         |
| 최초 QS                | 2013년 4월 2일  | 아담 윌크 | 마산 | 롯데 | 6회 , 무실점                            |
| 최초 QS+               | 2013년 4월 3일  | 찰리 쉬렉 | 마산 | 롯데 | 7회 , 1실점                             |
| 최초 완투              | 2013년 5월 17일 | 이재학    | 마산 | 삼성 | 2실점, 패배                             |
| 최초 완봉              | 2013년 7월 31일 | 이재학    | 문학 | SK   | 탈삼진 12개                             |
| 최초 피만루홈런        | 2013년 4월 26일 | 김진성    | 마산 | 두산 | 타자 : 양의지                           |
| 최초 타석투수          | 2013년 8월 13일 | 손민한    | 청주 | 한화 | 결과 : 삼진아웃                         |
| 최초 10승              | 2013년 9월 10일 | 찰리 쉬렉 | 마산 | 롯데 |                                         |
| 최초 노히트 노런       | 2014년 6월 24일 | 찰리 쉬렉 | 잠실 | LG   | KBO 외국인 투수 1호 노히트 노런         |
| 최초 1이닝 4K          | 2016년 8월 7일  | 에릭 해커 | 대전 | 한화 | 타자 : 이용규                           |
| 최초 선발전원탈삼진    | 2016년 10월 6일 | 이재학    | 마산 | SK   | 통산26번째                              |

### 타자 기록
| 기록                 | 일시            | 성명                   | 장소 | 상대 | 비고                             |
| -------------------- | --------------- | ---------------------- | ---- | ---- | -------------------------------- |
| 최초 타석            | 2013년 4월 2일  | 김종호                 | 마산 | 롯데 | 투수 : 셰인 유먼                 |
| 최초 안타            | 2013년 4월 2일  | 모창민                 | 마산 | 롯데 | 투수 : 셰인 유먼                 |
| 최초 2루타           | 2013년 4월 3일  | 이현곤                 | 마산 | 롯데 | 투수 : 고원준                    |
| 최초 3루타           | 2013년 4월 18일 | 노진혁                 | 대전 | 한화 | 투수 : 김광수                    |
| 최초 볼넷            | 2013년 4월 2일  | 모창민                 | 마산 | 롯데 | 투수 : 셰인 유먼                 |
| 최초 사구            | 2013년 4월 11일 | 김종호                 | 잠실 | LG   | 투수 : 신정락                    |
| 최초 삼진            | 2013년 4월 2일  | 권희동                 | 마산 | 롯데 | 투수 : 셰인 유먼                 |
| 최초 도루            | 2013년 4월 2일  | 이현곤                 | 마산 | 롯데 | 투수 : 셰인 유먼                 |
| 최초 도루 실패       | 2013년 4월 11일 | 최재원                 | 잠실 | LG   | 포수 : 현재윤                    |
| 최초 더블 스틸       | 2013년 4월 9일  | 권희동, 조평호         | 잠실 | LG   | 투수 : 우규민                    |
| 최초 홈스틸          | 2020년 9월 15일 | 권희동                 | 잠실 | 두산 |                                  |
| 최초 희생번트        | 2013년 4월 3일  | 노진혁                 | 마산 | 롯데 | 투수 : 고원준                    |
| 최초 스퀴즈          | 2013년 4월 14일 | 박으뜸                 | 마산 | SK   | 투수 : 송은범                    |
| 최초 견제사          | 2013년 4월 5일  | 차화준                 | 대구 | 삼성 | 투수 : 장원삼                    |
| 최초 주루사          | 2013년 4월 3일  | 이현곤                 | 마산 | 롯데 | 투수 : 고원준 플라이 후 귀루실패 |
| 최초 득점            | 2013년 4월 3일  | 이현곤                 | 마산 | 롯데 | 투수 : 송승준                    |
| 최초 타점            | 2013년 4월 3일  | 김태군                 | 마산 | 롯데 | 투수 : 송승준                    |
| 최초 결승타          | 2013년 4월 11일 | 차화준                 | 잠실 | LG   | 투수 : 신정락                    |
| 최초 끝내기          | 2013년 4월 14일 | 박으뜸                 | 마산 | SK   | 투수 : 송은범                    |
| 최초 연장 끝내기     | 2013년 8월 8일  | 김성욱                 | 마산 | KIA  | 투수 : 신창호                    |
| 최초 홈런            | 2013년 4월 5일  | 조평호                 | 대구 | 삼성 | 투수 : 장원삼                    |
| 최초 두자릿수 홈런   | 2013년 7월 13일 | 이호준                 | 마산 | 롯데 | 투수 : 김승회                    |
| 최초 20홈런          | 2013년 9월 19일 | 이호준                 | 사직 | 롯데 | 투수 : 김사율                    |
| 최초 장외 홈런       | 2013년 4월 5일  | 조평호                 | 대구 | 삼성 | 투수 : 장원삼                    |
| 최초 끝내기 홈런     | 2014년 9월 9일  | 이종욱                 | 마산 | 삼성 | 투수 : 차우찬 만루 홈런          |
| 최초 홈구장 장외홈런 | 2013년 8월 30일 | 나성범                 | 마산 | 두산 | 투수 : 이재우                    |
| 최초 백투백 홈런     | 2013년 4월 5일  | 허준, 김동건           | 대구 | 삼성 | 투수 : 백정현                    |
| 최초 홈구장 홈런     | 2013년 4월 13일 | 권희동                 | 마산 | SK   | 투수 : 여건욱                    |
| 최초 그라운드 홈런   | 2013년 4월 27일 | 노진혁                 | 마산 | 두산 | 투수 : 김선우                    |
| 최초 연타석 홈런     | 2013년 5월 23일 | 모창민                 | 문학 | SK   | 투수 : 문승원                    |
| 최초 만루 홈런       | 2013년 6월 5일  | 이호준                 | 마산 | SK   | 투수 : 이재영                    |
| 최초 백투백투백 홈런 | 2014년 5월 7일  | 이종욱, 나성범, 이호준 | 목동 | 넥센 | 투수 : 문성현, 윤영삼            |
| 최초 병살타          | 2013년 4월 2일  | 이호준                 | 마산 | 롯데 | 투수 : 셰인 유먼                 |
| 최초 트리플 플레이   | 2015년 7월 11일 | 조영훈                 | 목동 | 넥센 | 투수 : 문성현 직선타 후 귀루실패 |
| 최초 사이클링 히트   | 2015년 4월 9일  | 에릭 테임즈            | 광주 | KIA  | 투수 : 김태영                    |
| 최초 20홈런 20도루   | 2015년 7월 3일  | 에릭 테임즈            | 대전 | 한화 | 투수 : 송창식                    |
| 최초 30홈런 30도루   | 2015년 8월 28일 | 에릭 테임즈            | 마산 | 한화 | 투수 : 배영수                    |
| 최초 40홈런 40도루   | 2015년 10월 2일 | 에릭 테임즈            | 문학 | SK   | 투수 : 신재웅,KBO최초            |
| 최초 개막전 홈런     | 2016년 4월 1일  | 이호준                 | 마산 | KIA  | 투수 : 양현종                    |

### 수비 기록
| 기록            | 일시           | 성명                   | 장소 | 상대 | 비고                            |
| --------------- | -------------- | ---------------------- | ---- | ---- | ------------------------------- |
| 최초 아웃카운트 | 2013년 4월 2일 | 박상혁                 | 마산 | 롯데 | 타자 : 전준우 중견수 플라이아웃 |
| 최초 병살       | 2013년 4월 2일 | 이현곤, 모창민         | 마산 | 롯데 | 타자 : 박종윤                   |
| 최초 도루저지   | 2013년 4월 3일 | 허준                   | 마산 | 롯데 | 주자 : 황재균                   |
| 최초 실책       | 2013년 4월 2일 | 김태군                 | 마산 | 롯데 |                                 |
| 최초 삼중살     | 2016년 5월 6일 | 박석민, 박민우, 테임즈 | 마산 | LG   | 타자 : 채은성                   |

### 각구장 최초 홈런 기록
| 구장                   | 성명     | 상대투수   | 날짜            | 비고                   |
| ---------------------- | -------- | ---------- | --------------- | ---------------------- |
| 마산종합운동장 야구장  | 권희동   | 여건욱     | 2013년 4월 13일 | 3점홈런                |
| 서울종합운동장 야구장  | 이호준   | 김상현     | 2013년 5월 12일 | 3점홈런                |
| 인천SSG랜더스필드      | 조영훈   | 백인식     | 2013년 5월 22일 | 2점홈런                |
| 목동야구장             | 이호준   | 밴 헤켄    | 2013년 4월 21일 | 1점홈런                |
| 고척스카이돔           | 이호준   | 신재영     | 2016년 5월 17일 | 1점홈런                |
| 수원KT위즈파크         | 이호준   | 박세웅     | 2015년 5월 1일  | 1점홈런                |
| 대전한화생명이글스파크 | 조영훈   | 바티스타   | 2013년 6월 2일  | 1점홈런                |
| 청주야구장             | 나성범   | 조지훈     | 2013년 8월 14일 | 2점홈런                |
| 광주기아챔피언스필드   | 나성범   | 임준섭     | 2014년 4월 2일  | 2점홈런                |
| 광주무등경기장 야구장  | 권희동   | 임준섭     | 2013년 6월 11일 | 1점홈런                |
| 대구시민운동장 야구장  | 조평호   | 장원삼     | 2013년 4월 5일  | 1점홈런 (구단 1호홈런) |
| 대구삼성라이온즈파크   | 나성범   | 윤성환     | 2016년 4월 12일 | 1점홈런                |
| 포항야구장             | 나성범   | 밴 덴 헐크 | 2013년 9월 18일 | 2점홈런                |
| 사직야구장             | 지석훈   | 김성배     | 2013년 5월 14일 | 1점홈런                |
| 울산문수야구장         | 조영훈   | 심수창     | 2015년 7월 23일 | 만루홈런               |
| 창원NC파크             | 베탄코트 | 맥과이어   | 2019년 3월 23일 | 3점홈런                |

### 각구장 최초 피홈런 기록
| 구장                   | 성명     | 상대타자 | 날짜            | 비고                   |
| ---------------------- | -------- | -------- | --------------- | ---------------------- |
| 마산종합운동장 야구장  | 이성민   | 박종윤   | 2013년 4월 2일  | 2점홈런 창단 첫 피홈런 |
| 서울종합운동장 야구장  | 김진성   | 홍성흔   | 2013년 5월 11일 | 2점홈런                |
| 인천SSG랜더스필드      | 임창민   | 한동민   | 2013년 5월 23일 | 솔로홈런               |
| 목동야구장             | 노성호   | 박병호   | 2013년 4월 19일 | 솔로홈런/끝내기홈런    |
| 고척스카이돔           | 스튜어트 | 박동원   | 2016년 5월 17일 | 3점홈런                |
| 수원KT위즈파크         | 해커     | 김상현   | 2015년 5월 1일  | 1점홈런                |
| 대전한화생명이글스파크 | 에릭     | 김태균   | 2013년 4월 16일 | 2점홈런                |
| 청주야구장             | 에릭     | 송광민   | 2013년 8월 13일 | 솔로홈런               |
| 광주기아챔피언스필드   | 찰리     | 브렛 필  | 2014년 4월 2일  | 2점홈런/외국인타자홈런 |
| 광주무등경기장 야구장  | 아담     | 김선빈   | 2013년 5월 25일 | 솔로홈런/그라운드홈런  |
| 대구시민운동장 야구장  | 이성민   | 조동찬   | 2013년 4월 5일  | 솔로홈런               |
| 대구삼성라이온즈파크   | 이민호   | 배영섭   | 2016년 4월 12일 | 1점홈런                |
| 포항야구장             | 노성호   | 이상훈   | 2013년 9월 18일 | 솔로홈런               |
| 사직야구장             | 아담     | 전준우   | 2013년 5월 14일 | 솔로홈런               |
| 울산문수야구장         | 이태양   | 최준석   | 2015년 7월 23일 | 2점홈런                |

## 팀 역대 기록

### 단일시즌 최고 기록
| 타이틀         | 연도                | 성명                                             | 기록  | 비고 |
| -------------- | ------------------- | ------------------------------------------------ | ----- | ---- |
| 경기출장(투수) | 2015                | 임정호                                           | 80    |      |
| 평균자책점     | 2023                | 에릭 페디                                        | 2.00  |      |
| 승률           | 2024                | 카일 하트                                        | 0.813 |      |
| 다승           | 2023                | 에릭 페디                                        | 20    |      |
| 완투           | 2013                | 에릭 해커                                        | 3회   |      |
| 완봉           | 2013 2014 2019 2021 | 이재학 찰리 쉬렉 크리스천 프리드릭 김영규 이재학 | 1회   |      |
| 퀄리티스타트   | 2015                | 에릭 해커                                        | 25    |      |
| 패전           | 2018                | 이재학                                           | 13    |      |
| 세이브         | 2015 2019           | 임창민 원종현                                    | 31    |      |
| 블론세이브     | 2019                | 원종현                                           | 9     |      |
| 피홈런         | 2018                | 로건 베렛                                        | 24    |      |
| 탈삼진         | 2023                | 에릭 페디                                        | 209   |      |
| 홀드           | 2023                | 김영규                                           | 23    |      |
| 이닝           | 2015                | 에릭 해커                                        | 204   |      |
| 볼넷           | 2014                | 이재학                                           | 68    |      |
| 사구           | 2015                | 에릭 해커                                        | 25    |      |
| 폭투           | 2018                | 구창모                                           | 16    |      |
| 타율           | 2015                | 에릭 테임즈                                      | 0.381 |      |
| 홈런           | 2015                | 에릭 테임즈                                      | 47    |      |
| 타점           | 2015                | 에릭 테임즈                                      | 140   |      |
| 득점           | 2015                | 에릭 테임즈                                      | 130   |      |
| 안타           | 2023                | 손아섭                                           | 187   |      |
| 2루타          | 2015 2017           | 에릭 테임즈 나성범                               | 42    |      |
| 3루타          | 2014                | 박민우                                           | 9     |      |
| 출루율         | 2015                | 에릭 테임즈                                      | 0.498 |      |
| 장타율         | 2015                | 에릭 테임즈                                      | 0.790 |      |
| 삼진           | 2021                | 애런 알테어                                      | 156   |      |
| 볼넷           | 2015                | 에릭 테임즈                                      | 103   |      |
| 사구           | 2024                | 김주원                                           | 25    |      |
| 고의사구       | 2015                | 에릭 테임즈                                      | 11    |      |
| 도루           | 2013 2014           | 김종호 박민우                                    | 50    |      |
| 도루실패       | 2015                | 박민우                                           | 16    |      |
| 병살타         | 2016                | 박석민                                           | 18    |      |
| 희생타         | 2016                | 김태군                                           | 20    |      |
| 희생플라이     | 2014                | 이종욱                                           | 13    |      |
| 실책           | 2023                | 김주원                                           | 19    |      |

### 누적 최고 기록
| 타이틀         | 연도               | 성명             | 기록  | 비고 |
| -------------- | ------------------ | ---------------- | ----- | ---- |
| 최다출장(투수) | 2014 ~ 2022        | 원종현           | 501   |      |
| 평균자책점     | 2019 ~ 2022        | 드류 루친스키    | 3.06  |      |
| 다승           | 2013 ~             | 이재학           | 84    |      |
| 완투           | 2013 ~ 2017 2013 ~ | 에릭 해커 이재학 | 6     |      |
| 완봉           | 2013 ~             | 이재학           | 2     |      |
| 퀄리티스타트   | 2013 ~             | 이재학           | 92    |      |
| 패전           | 2013 ~             | 이재학           | 87    |      |
| 세이브         | 2013 ~ 2021        | 임창민           | 94    |      |
| 블론세이브     | 2014 ~ 2022        | 원종현           | 34    |      |
| 탈삼진         | 2013 ~             | 이재학           | 1187  |      |
| 홀드           | 2015 ~             | 임정호           | 92    |      |
| 이닝           | 2013 ~             | 이재학           | 1402  |      |
| 볼넷           | 2013 ~             | 이재학           | 596   |      |
| 사구           | 2013 ~             | 이재학           | 97    |      |
| 피홈런         | 2013 ~             | 이재학           | 161   |      |
| 최다출장(타자) | 2013 ~             | 박민우           | 1283  |      |
| 타수           | 2013 ~             | 박민우           | 4625  |      |
| 타율           | 2014 ~ 2016        | 에릭 테임즈      | 0.349 |      |
| 홈런           | 2013 ~ 2021        | 나성범           | 212   |      |
| 타점           | 2013 ~ 2021        | 나성범           | 830   |      |
| 득점           | 2013 ~             | 박민우           | 857   |      |
| 안타           | 2013 ~             | 박민우           | 1482  |      |
| 2루타          | 2013 ~ 2021        | 나성범           | 273   |      |
| 3루타          | 2013 ~             | 박민우           | 56    |      |
| 출루율         | 2014 ~ 2016        | 에릭 테임즈      | 0.451 |      |
| 장타율         | 2014 ~ 2016        | 에릭 테임즈      | 0.721 |      |
| 볼넷           | 2013 ~             | 박민우           | 502   |      |
| 사구           | 2013 ~             | 박민우           | 113   |      |
| 고의사구       | 2013 ~ 2021        | 나성범           | 26    |      |
| 삼진           | 2013 ~ 2021        | 나성범           | 1062  |      |
| 도루           | 2013 ~             | 박민우           | 275   |      |
| 도루실패       | 2013 ~             | 박민우           | 74    |      |
| 병살타         | 2016 ~ 2023        | 박석민           | 89    |      |
| 희생타         | 2013 ~ 2021        | 김태군           | 85    |      |
| 희생플라이     | 2013 ~             | 박민우           | 55    |      |
| 실책           | 2013 ~             | 박민우           | 103   |      |

투수 평균자책점은 150이닝 이상, 타자 타율, 출루율, 장타율은 1,500타석 이상

### 팀 기록
| 승    | 날짜        | 장소 | 상대팀        | 경기 결과 | 결승타 | 승리 투수 | 기타                     |
| 1승   | 2013. 4. 11 | 잠실 | LG 트윈스     | 7 - 1 승  | 차화준 | 이재학    | 8경기 1승 7패            |
| 100승 | 2014. 7. 24 | 대전 | 한화 이글스   | 23 - 9 승 | 테임즈 | 손정욱    | 209경기 100승 4무 105패  |
| 200승 | 2015. 9. 20 | 마산 | 넥센 히어로즈 | 9 - 3 승  | 나성범 | 해커      | 388경기 200승 7무 181패  |
| 300승 | 2017. 4. 22 | 대구 | 삼성 라이온즈 | 14 - 6 승 | 나성범 | 윤수호    |                          |
| 400승 |             |      |               |           |        |           |                          |
| 500승 | 2020.05.05  | 대구 | 삼성 라이온즈 | 4 - 0 승  | 나성범 | 루친스키  | 977경기 500승 17무 460패 |
| 600승 | 2021. 5. 13 | 대전 | 한화 이글스   | 4 - 2 승  | 권희동 | 김영규    |                          |
| 700승 | 2022. 9. 7  | 창원 | 두산 베어스   | 16 - 5 승 | 노진혁 | 김진호    |                          |
| 800승 | 2024. 4. 7  | 창원 | SSG 랜더스    | 10 - 1 승 | 김성욱 | 하트      |                          |

## 역대 선발진
| 연도 | 1선발    | 2선발    | 3선발    | 4선발  | 5선발  |
| ---- | -------- | -------- | -------- | ------ | ------ |
| 2013 | 찰리     | 이재학   | 해커     | 아담   | 이태양 |
| 2014 | 찰리     | 해커     | 이재학   | 웨버   | 이성민 |
| 2015 | 해커     | 스튜어트 | 이태양   | 이재학 | 손민한 |
| 2016 | 해커     | 스튜어트 | 이재학   | 이민호 | 정수민 |
| 2017 | 해커     | 맨쉽     | 장현식   | 구창모 | 이재학 |
| 2018 | 왕웨이중 | 이재학   | 베렛     | 구창모 | 김건태 |
| 2019 | 루친스키 | 박진우   | 구창모   | 이재학 | 최성영 |
| 2020 | 루친스키 | 라이트   | 구창모   | 이재학 | 최성영 |
| 2021 | 루친스키 | 파슨스   | 신민혁   | 송명기 | 이재학 |
| 2022 | 루친스키 | 구창모   | 송명기   | 신민혁 | 이재학 |
| 2023 | 페디     | 신민혁   | 송명기   | 이재학 | 최성영 |
| 2024 | 하트     | 신민혁   | 카스타노 | 김시훈 | 이재학 |

## 역대 마무리
| 2013   | 2014   | 2015   | 2016   | 2017   | 2018   | 2019   | 2020   |
| ------ | ------ | ------ | ------ | ------ | ------ | ------ | ------ |
| 이민호 | 김진성 | 임창민 | 임창민 | 임창민 | 이민호 | 원종현 | 원종현 |
| 2021   | 2022   | 2023   | 2024   | 2025   | 2026   | 2027   | 2028   |
| 원종현 | 이용찬 | 이용찬 | 이용찬 |        |        |        |        |

## 관중 집계
| 연도   | 총관중    | 누적관중    |  | 비고 |
| ------ | --------- | ----------- |  | ---- |
| 2013년 | 528,699명 | 528,699명   |  | 5위  |
| 2014년 | 467,033명 | 995,732명   |  | 8위  |
| 2015년 | 522,668명 | 1,518,400명 |  | 9위  |
| 2016년 | 549,125명 | 2,067,566명 |  | 10위 |
| 2017년 | 531,121명 | 2,598,687명 |  | 10위 |
| 2018년 | 442,872명 | 3,041,559명 |  | 10위 |
| 2019년 | 710,274명 | 3,751,833명 |  | 4위  |
| 2020년 | 45,992명  | 3,797,825명 |  | 1위  |
| 2021년 | 128,289명 | 3,926,114명 |  | 3위  |
| 2022년 | 369,018명 | 4,295,132명 |  | 8위  |
| 2023년 | 557,607명 | 4,852,739명 |  | 10위 |
| 2024년 | 749,058명 | 5,601,797명 |  | 10위 |
| 통산   | 12 시즌   | 5,601,797명 |  |      |

## 응원
NC 다이노스의 공식 응원단은 랠리 다이노스로 임종덕 응원단장과 10명의 치어리더, 이규래 장내 아나운서 등 12명으로 구성되어 있다.

### 역대응원단장
- 초대 : 임태현(2013~2018)
- 2대 : 이범형(2019~2024)
- 3대 : 임종덕(2025~현재)

### 응원가

#### 팀 응원가
- 〈Dinos Athem〉 (소울다이브)
- 〈필승의 이름, NC 다이노스〉 (소울다이브)
- 〈Come On Come On 마산스트리트여〉[53], 〈NC 다이노스 놀자〉[54] (노브레인)
- 〈다이노스 다이겨쓰〉 (양상국)
- 〈NC여 일어나라〉 (오! 나의 여신님 OST 개사) - 투수 교체시에 방송
- 〈우린 해낼 수 있다〉 (이승철, 네이브로)

### 견제 대응 응원
상대투수가 주자에게 견제구를 던질 때, '쫌'이라는 견제구호를 외친다. 쫌은 "그만 좀 해"라는 동남 방언이다. 반대로 NC 다이노스 투수가 롯데 자이언츠 주자에게 견제구를 던진것으로 인하여 롯데 자이언츠 응원단이 "마"를 외치면, NC 다이노스 응원단은 "산"이라고 맞대응 한다.
가끔은 견제 대응 응원을 할 때 배경음악을 방송하는 경우가 있는데, 이때 응원석에서는 이 배경음악 반주에 맞춰서 견제 대응 응원을 한다. 참고로 견제 대응 응원 배경음악은 2가지 버전이 있다.

### 3D 응원
타자가 타석에 들어섰을 때, 예를 들면 나성범이 타석에 들어섰을 때, 1층 응원석에서 '나', 2층 응원석에서 '성', 외야 응원석에서 '범'이라고 차례대로 외친 후 다같이 '쌔리라'라고 외치는 응원방식이다.

### 응원도구

#### 단디봉

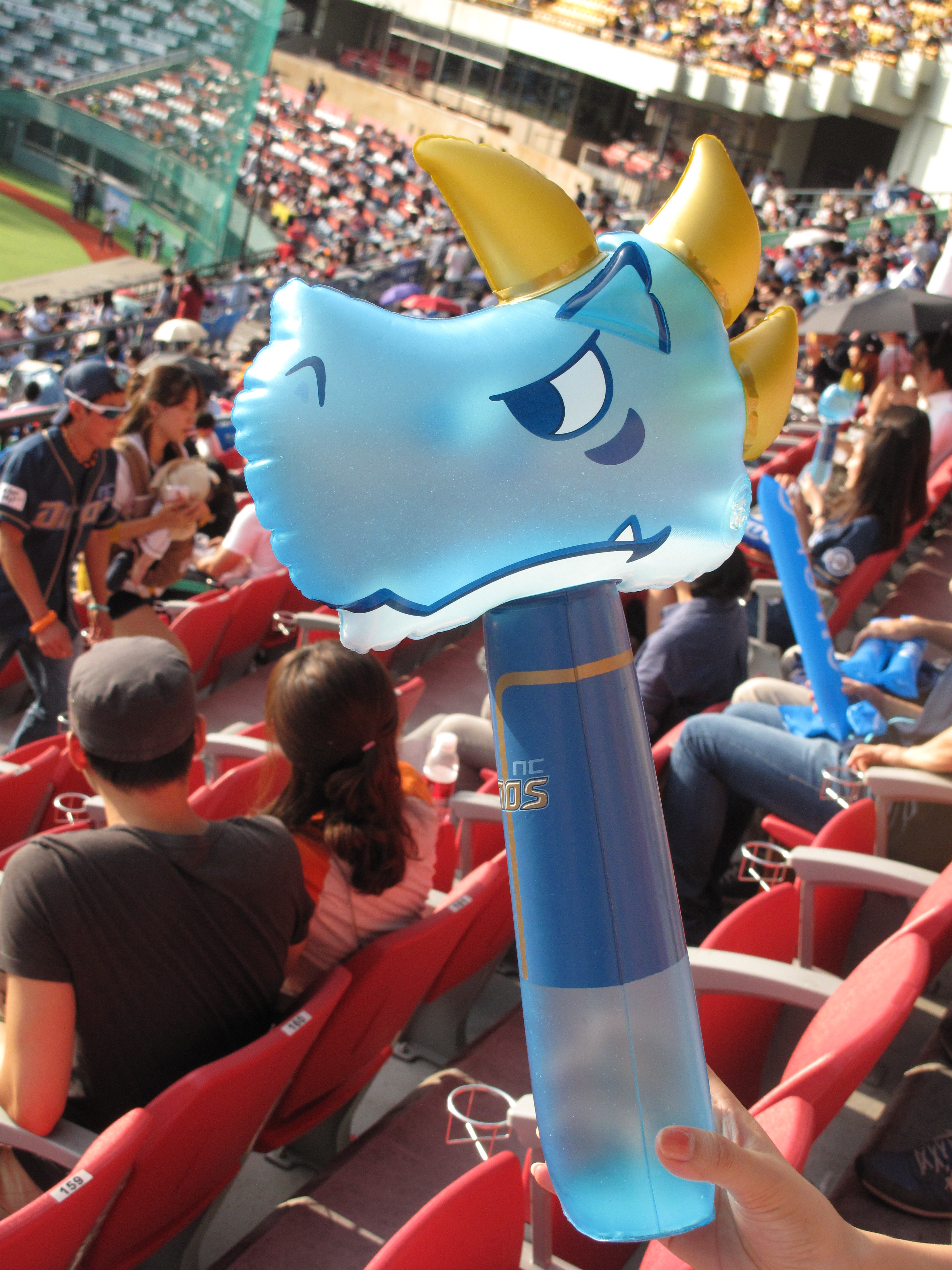
단디봉

단디봉은 NC 다이노스의 응원도구로, 단디의 머리 부분에 막대를 붙여서 막대 부분을 잡고 흔들면서 응원을 하는 도구이다.

### 응원단
- 아나운서 : 이규래

- 응원단장 : 임종덕

- 치어리더 : 윤요안나, 김수현, 이주희, 강지유, 감서윤, 염세빈, 박슬비, 배한비, 김가은, 안수연

## 스폰서
2022년 기준으로 적용된 스폰서는 다음과 같다.

### 메인 스폰서
- 엔씨소프트
- NH농협은행
- 부경양돈농협(포크밸리)
- 하이트진로
- BNK 경남은행
- ABL 생명
- 유카로 오토모빌
- 핀트

### 선수단 용품 후원
- 데상트엄

### 의료서비스 후원
- 청아병원
- 무룹병원
- 365 바른약속치과

## 마케팅
모기업인 엔씨소프트가 IT를 기반으로 한 기업이다 보니, IT 기술을 이용한 마케팅을 활발히 진행 중이다.

### 2014년
- 12월 4일 공식 페이스북 계정의 좋아요 수가 대한민국 프로 스포츠 구단 중 처음으로 100,000명을 돌파하였다. 좋아요 10만명 달성을 기념하여 팬들을 대상으로 경품 이벤트를 진행하였다.[56]

### 2015년
- 8월 9일 트위터 코리아와 함께 '#NC트위터데이' 행사를 진행했다. 해시태그로 응원에 참여한 트윗 수는 2만4000여개였고, 마산야구장을 찾은 7,700여 명의 팬들도 참여해 트위터 미러로 기념 사진을 촬영했다.[57]

- 8월 11일 사진 공유 소셜 미디어인 인스타그램의 구단 계정인 '디B컷'을 열고 서비스를 시작했다. 구단 포토그래퍼가 촬영한 사진 중 B컷으로 분류되는 사진 중 스토리가 담긴 사진을 골라 ‘디B컷’에 업로드 한다. A컷은 구단 홈페이지(ncdinos.com)와 구단 페이스북(facebook.com/ncdinos) ‘경기 사진첩’에서 확인할 수 있다.[58]

- 8월 24일부터‘8시 할인 입장권 제도’를 시행했다. 이 제도는 주중(화~금) 마산종합운동장 야구장에서 열리는 홈경기 당일 입장권을 오후 8시 이후 정상가의 50% 가격으로 남은 좌석을 구입하는 제도로 경기 당일 남아있는 좌석만 현장 판매로 구입할 수 있다.[59]

### 2016년
- 1월 24일 고성공룡엑스포조직위와 2016경남고성공룡세계엑스포 홍보를 위해 공동 홍보·마케팅 협약을 체결했다. 이번 협약을 통해 고성공룡엑스포 행사장 내 NC 다이노스 홍보 부스 제공 등 NC 다이노스를 홍보하고, NC 다이노스는 마산종합운동장 야구장 내 고성공룡엑스포 홍보 공간을 제공하고, 스타선수 홍보대사 임명 등 고성엑스포 성공을 위한 홍보 활동을 전개한다.[60]

- 4월 2일 마산종합운동장 야구장에서 열린 KIA 타이거즈와의 경기 전 뽀로로를 새 마스코트로 영입했다. 아이코닉스와 NC는 앞으로 뽀로로를 활용한 콜라보레이션 상품을 만드는 등 적극적으로 협력할 예정이다.[61]

- 5월 17일 목동야구장에서 열린 제70회 황금사자기 전국고교야구대회 결승전인 용마고등학교와 덕수고등학교와의 경기에 응원단장을 파견해 연고지역 밀착 마케팅을 펼쳤다. 또한, 그라운드 키퍼들이 이닝 교대 시간을 이용해 내야 흙을 정리하다가 걸그룹 I.O.I의 ‘PICK ME’에 맞춰 춤을 추고, 내야 전체를 덮는 대형 방수포로 비 오는 날에도 볼거리를 제공했다.[62]

## 사회공헌 활동

### 2013년
- 11월 13일 NH 농협은행 홈런존 운영을 통해 적립된 550만원을 경남다문화가족지원센터에 전달하였다. 적립금은 2013 시즌 마산종합운동장 야구장내 ‘NH농협 홈런존’을 통해 NC 다이노스 선수가 홈런을 기록할 때마다 50만원을 적립되었으며 총 11개 중 나성범이 7개를 기록하였다.[63]
- 11월 17일 네네치킨과 '사랑의 온도계' 캠페인을 통해 적립된 치킨 400마리를 경남아동보호전문기관과 동보원에 전달하였다. 치킨은 NC 다이노스 선수들이 마산구장에서 홈런을 한 개 칠 때마다 10마리씩을 적립하여 마련되었다.[64]
- 11월 22일 NH 농협은행을 통해 적립된 650만원을 경상남도 창원시에 위치한 동진노인복지센터에 전달하였다. 적립금은 NC 다이노스 선수들이 홈에서 세이브를 할 때마다 50만원씩 적립되어 이민호 6개, 임창민 2개, 손민한 3개등 총 13세이브를 기록하여 650만원이 적립되었다.[65]
- 11월 27일부터 11월 29일까지 NC 다이노스 선수들이 직접 학교를 방문하여 학생들에게 티볼, 야구를 가르쳐주는 재능 기부 행사인 '주니어 다이노스 스쿨 in 경남'을 개최하였다. 11월 27일에 밀양 예림초등학교, 양산 중부초등학교, 창녕 동포초등학교를 11월 28일에 김해 경운초등학교, 남해 삼동초등학교, 하동 궁항초등학교, 하동 악양초등학교를 11월 29일에 의령 의령초등학교, 진주 배영초등학교, 진주 반성초등학교, 합천 대병초등학교를 방문하였다.[66]
- 12월 4일 '팔도 홈런존' 운영을 통해 창원시 희망 푸드 마켓에 700만원 상당의 물품을 전달하였다.[67]

- 12월 12일 던킨도너츠와 함께 의창노인종합복지관에 2592개의 도너츠를 전달하였다. 도너츠는 홈경기 무실점 1이닝당 도너츠 1박스(6개)가 적립되었으며 총 432이닝 무실점을 기록하여 2592개의 도너츠가 적립되었다.[68]

- 12월 13일 대동백화점 홈런존 운영으로 적립된 쌀 500kg을 마산장애인복지관에 전달하였다. 쌀은 대동백화점 홈런존으로 넘어간 홈런 중 이호준이 3개, 박정준 1개, 김태군 1개로 총 5개의 홈런으로 500kg이 적립되었다.[69]

- 12월 17일 신협과의 제휴를 통해 희생타 43개를 통해 적립한 1000만원 상당의 야구용품을 NC 다이노스 연고지역 6개 고등학교(군산상업고등학교, 김해고등학교, 마산고등학교, 마산용마고등학교, 울산공업고등학교, 전주고등학교)에 지원하였다.[70]

### 2014년
- 2월 25일부터 3월 1일까지 거제시 하청야구장과 마산종합운동장 야구장에서 '2014 주니어 다이노스 스프링 챔피언십'이 열렸다. 이번 대회에서부터 울산광역시와 전라북도의 야구팀이 처음으로 참가하였으며, 초등학교 9개팀, 중학교 11개팀, 리틀야구단 13개팀 등 33개 팀이 참가하였다.[71] 초등부에서는 전북신풍초등학교와 마산양덕초등학교가 공동 우승하였다.

- 4월 4일부터 2014년 KBO 공식 후원사인 ADT캡스와 업무 제휴 체결을 통해 마산 홈경기에서 어린이 안전 헬멧을 무료로 대여해주는 어린이 안전 프로모션을 진행하였다.[72]

- 6월부터 W 다이노스 여자야구단에 국내 프로 야구 구단 최초로 지원을 시작하였다.[73]

- 5월 20일 마산종합운동장 야구장에서 열린 SK 와이번스와의 3연전에서 마산야구 100주년 기념행사를 진행하였다. 이 행사에서 지역 야구원로, 초,중,고,대학교 지역 야구팀, 창신고등학교 재학생 전원이 행사에 함께 하였으며[74], 경기 시작 전 관중 5,000명에게 마산 야구 100주년 기념 패치를 나누어주었다. 지역 야구 원로 김성길, 윤병찬씨는 지역 초,중,고 야구팀 주장 및 NC 다이노스 주장 이호준의 유니폼에 100주년 기념 패치를 달아주었다. 용마고등학교 투수 김민우가 시구를 하였으며, 포수 나종덕이 시타를 하였다.[75]

- 8월 29일 경남교육청과 NH 농협은행 경남본부와 제휴하여 소규모 학교 스포츠문화 체험 활동을 지원한다고 밝혔다. 8월 30일, 9월 11일, 9월 12일에 열리는 홈 경기에서 18개 학교 720명의 학생, 학부모, 교사들을 초청하기로 하였다.[76]

- 11월 7일부터 11월 10일까지 2014 주니어 다이노스 윈터 파이널 고교야구대회를 월명종합경기장 야구장에서 개최하였다. 결승전에서 용마고등학교가 군산상업고등학교에 12-6으로 승리하면서 우승하였고, 최우수선수인 '참프레 MVP'에는 용마고등학교 3루수 김성현이 선정되었다.[77]

- 11월 17일 남창원농협과의 제휴로 인해 적립된 금액을 창원시에 위치한 소외아동보호기관인 동보원에 기부하였다. 이번 적립금은 NC 다이노스가 시즌 홈경기에서 득점을 기록할 때마다 적립되었다.[78]

- 11월 21일 대동백화점과의 제휴로 창원시 마산장애인복지관에 '대동백화점 홈런존' 운영으로 적립된 쌀 40포대를 전달했다.[79]

- 11월 26일 이마트(창원점)와의 승리 제휴로 적립된 760만원(38승)을 창원시 성산구청에 전달하였다.

- 11월 27일 창원시에 위치한 사회복지기관을 찾아 2014시즌 팀 기록과 홈런을 통해 적립된 후원금을 전달했다. 2014시즌 팀 기록 및 NH농협은행, 네네치킨, 아가방, 신한카드 홈런존을 통해 적립된 이번 후원금(품)은 NH농협 홈런존 1,450만원, 네네치킨 홈런존 네네치킨 660마리, 아가방 홈런존 200만원 상당 유아용품, 신한카드 팀 기록(탈삼진) 450만원이었다. 후원금(품)은 창원지역의 사회복지기관인 동진노인복지센터, 여수룬지역아동센터, 경상남도노인보호전문기관, 중증장애인 거주시설 하늘정원, 경남아동보호전문기관, 동보원, 영신원, 성산종합복지관, 생명터, 희망의 집, 산호지역아동센터 이상 11곳으로 전달됐다.[80]

- 11월 27일, 11월 28일 이틀 동안 '애프터스쿨 in 경남 2014 행사'를 진행하였다. 행사에서는 '멘토링 교실'과 '치어리딩 교실', 'T볼 교실' 세 가지 주제로 진행되었다. 박종훈 육성이사, 김진성, 김태군은 함안초등학교와 양산신명초등학교를 방문하여 '다이노스가 전하는 꿈'이라는 주제로 멘토링 교실이 진행하였다. 권희동과 이상호는 진주반성초등학교와 남해남명초등학교에서 치어리딩 교실을 진행하였고, 이민호와 김성욱은 경남혜림학교와 창녕성산초등학교를 방문해 T볼을 지도하였다.[81]

- 11월 28일 마산종합운동장 야구장에서 연고지역 내 야구 유소년을 대상으로 NC 다이노스 선수들이 야구 기본기 및 트레이닝 교육을 하는 '2014 주니어 다이노스 폴 페스티벌'을 실시하였다.[82]

### 2015년
- 2015년 3월 6일부터 3월 23일까지 경남, 울산, 전북의 리틀 15개팀, 초등 9개팀, 중등 12개 야구팀이 참가하는 2015 주니어 다이노스 스프링 챔피언십대회를 함안군 리틀야구장(초등부)과 강나루야구장(중등부)에서 개최했다.[83] 리틀 야구팀 부문에서는 거제시 리틀야구팀이 함안군 리틀야구팀을 5-1로 꺾고 우승을, 초등부에선 김해삼성초등학교가 6-5로 군산남초등학교에 승리했다. 중등부 결승에선 마산동중이 5-2로 군산남중을 이겼다. '네네치킨 MVP'에는 거제리틀야구팀 정준원, 김해삼성초등학교 이세윤, 마산동중학교 김현우가 선정됐다.[84]

- 3월 15일 마산종합운동장 야구장에서 한화 이글스와의 시범경기 전에 3.15 마산의거를 기념식을 진행했다. 기념영상을 상영하고 양덕초등학교 야구부 학생 두 명이 3번, 15번이 붙은 유니폼을 입고 애국가를 제창했다.[85]

- 4월 26일 마산종합운동장 야구장에서 열린 LG 트윈스와의 경기 전에 ‘이충무공탄신 470주년’ 기념 행사를 진행했다. 해군작전사령부 소속 충무공이순신함 장병들이 초청되었으며, 해군 군악∙의장대의 축하공연과 애국가 연주가 진행됐다[86]

- 6월 3일 창원시설관리공단과 협약을 통해 9월까지 한부모 가정 및 저소득층 청소년 300여 명을 대상으로 정규시즌 홈 10경기에 대해 무료관람 혜택과 기념품을 증정하기로 했다.[87]

- 7월 26일 마산종합운동장 야구장에서 열린 두산 베어스와의 경기에 미국 캘리포니아주 로스엔젤레스의 한인유소년 야구팀 선수단을 초청했다. 선수단은 경기 전에 김경문 감독과 테임즈를 만났고, 야구모자, 선수용 배팅 장갑 등 장비를 전달했다. 또한, 선수단 주장 데릭 유가 시구를, 단장 오춘삼이 시타를 맡았다.[88]

- 8월 15일 광복 70주년을 맞아 광복절, 태극기 관련 이벤트를 진행했다. 경기 전에 태극기 그리기 체험과 함께 태극기 문양을 활용한 페이스 페인팅 행사를 진행했고, 집에 있는 태극기를 가져 올 시 태극기 문양 다이노스틱을 증정했으며, 소형 태극기 2,000개를 배부했다. 또한, 선수들은 태극기 유니폼을 착용하고 경기를 했다.[89]

- 11월 2일부터 11월 6일까지 '2015 주니어 다이노스 윈터파이널 고교야구대회'를 마산종합운동장 야구장에서 개최했다. 11월 6일 열린 결승전에서 용마고등학교가 마산고등학교를 8-1로 이기고 우승했다. NC 다이노스는 지역연고 고교팀 7개, 중학교팀 11개, 초등학교팀 9개 팀에 야구공과 용품 등을 전달했다.[90]

- 국가인권위원회와 공동으로 9월 15일 오후 창원시 마산종합운동장 야구장에서 kt 위즈와의 경기 전에 인권캠페인을 실시했다. 시구와 시타는 다문화 가정의 학생이 했고, 경기장 밖에서는 인권 롤렛 퀴즈대회, 캐리커처 그리기 등 다양한 인권관련 부대행사가 열렸다.[91]

- 네네치킨과 제휴한 '사랑은온도계 시즌3, NC여! 훨훨 날아 어린이에게 희망을!' 캠페인을 통해 적립된 치킨 900마리 중 400마리를 10월 23일 고양시 다문화 및 지역 주민 100가족에게 전달했고, 11월 27일 경남아동보호전문기관에 방문하여 500마리를 후원했다. 이 캠페인은 마산종합운동장 야구장에서 NC 다이노스 선수들이 홈런을 칠 때마다 네네치킨이 지정한 홈런존으로 떨어지면 네네치킨 20마리, 홈런존 외의 지점으로 떨어졌을 경우에는 네네치킨 10마리씩을 적립해 기부하는 프로그램이다.[92]

### 2016년
- '손민한과 놀자'라는 프로그램을 런칭해, 손민한이 NC 다이노스의 드래프트 연고지 경상남도, 울산광역시, 전북의 유소년 야구팀을 찾아가 순회 코칭과 더불어 지역의 일반학생을 대상으로 티볼 교육을 지도했다. 5월 3일 마산중학교를 시작으로, 5월 10일 군산남초등학교, 5월 12일 함안리틀야구단, 5월 17일 거제리틀야구단을 지도했다. 손민한은 "국내 프로야구는 어느 정도 시스템을 갖췄지만 여전히 어렵게 야구를 하는 꿈나무들이나 이를 가르치는 현장의 선배 지도자들을 돕는 보람된 일을 하고 싶다고 은퇴 전부터 생각을 해왔다"고 소감을 밝혔다.[93]

- 6월 9일 경남도교육청, NH농협은행 경남본부와 함께 경남지역 소규모 학교 학생들이 스포츠 문화를 체험할 수 있도록 넥센 히어로즈와의 홈경기에서 관람 행사를 열었다. 경상남도 지역 소규모 학교 14개교 학생, 교사 및 학부모 720여명이 경기를 단체 관람했다.[94]

- 9월 3일 마산종합운동장 야구장에서 창원시자원봉사센터와 협력해 'NC다이노스와 함께하는 자원봉사 홍보데이'를 개최했다. 청소년, 성인 등 1,100여명이 참여했고, 자원봉사 홍보와 창원광역시 승격기원 및 NC 다이노스 응원 문구, 소망타일 한 장 갖기 문구가 새겨진 피켓을 들고 자원봉사도 홍보하고, 야구경기도 관람했다.[95]

## 관련 팀
- 창원 다이노스 : 2015년 KBO 퓨처스리그부터 참가하는 NC 다이노스의 2군 팀이다.

## 같이 보기
- NC 다이노스 홈구장 부지 선정 논란
- 엔씨소프트
- 김택진
- KBO 리그
- 창원 다이노스
- 2020년 한국시리즈